# Sjeremetjevskaja (station)
Sjeremetjevskaja (Russisch: Шереметьевская) is een toekomstig station aan de oktoberspoorweg in Moskou.  Het station wordt gebouwd in het kader van het stadsgewestelijk net en komt aan de noordkant van Moskva Tovarnaja (Moskou goederen) waar de Sjeremetjevskaja Oelitsa de spoorlijn met een viaduct kruist. 
Het station zal door lijn D3 van het stadsgewestelijk net worden bediend.